# Grenada na Letnich Igrzyskach Olimpijskich 2024
Grenada na Letnich Igrzyskach Olimpijskich 2024 – reprezentacja Grenady na Letnich Igrzyskach Olimpijskich 2024, które odbyły się w dniach 26 lipca – 11 sierpnia 2024 roku w Paryżu. Był to jedenasty występ zawodników z tego kraju na letnich igrzyskach olimpijskich. Reprezentacja składała się z 6 sportowców – 4 mężczyzn i 2 kobiet, którzy rywalizowali  w dwóch dyscyplinach – lekkoatletyce i pływaniu.

## Zdobyte medale
| Medal | Zawodnik        | Dyscyplina    | Konkurencja        | Rezultat | Data       |
| ----- | --------------- | ------------- | ------------------ | -------- | ---------- |
| brąz  | Anderson Peters | Lekkoatletyka | rzut oszczepem (m) | 88,54 m  | 8 sierpnia |
| brąz  | Lindon Victor   | Lekkoatletyka | dziesięciobój (m)  | 8711     | 3 sierpnia |

## Skład

### Lekkoatletyka

#### Konkurencje biegowe
| Zawodnik      | Konkurencja | Preeliminacje | Preeliminacje | Eliminacje | Eliminacje | Repasaże | Repasaże | Półfinał | Półfinał | Finał | Finał   | Pozycja | Źródła            |
| Zawodnik      | Konkurencja | Czas          | Pozycja       | Czas       | Pozycja    | Czas     | Pozycja  | Czas     | Pozycja  | Czas  | Pozycja | Pozycja | Źródła            |
| ------------- | ----------- | ------------- | ------------- | ---------- | ---------- | -------- | -------- | -------- | -------- | ----- | ------- | ------- | ----------------- |
| Halle Hazzard | 100 m (k)   | 11,88         | 2.            | 11,70      | 8.         | -        | -        | NQ       | NQ       | NQ    | NQ      | 57.     | [ 2 ] [ 3 ]       |
| Kirani James  | 400 m (m)   | -             | -             | 44,78      | 1.         | BYE      | BYE      | 43,78    | 1.       | 43,87 | 5.      | 5.      | [ 4 ] [ 5 ] [ 6 ] |

#### Konkurencje techniczne
| Zawodnik        | Konkurencja        | Kwalifikacje | Kwalifikacje | Finał | Finał   | Pozycja | Źródła      |
| Zawodnik        | Konkurencja        | Wynik        | Pozycja      | Wynik | Pozycja | Pozycja | Źródła      |
| --------------- | ------------------ | ------------ | ------------ | ----- | ------- | ------- | ----------- |
| Anderson Peters | rzut oszczepem (m) | 88,63 m      | 2.           | 88,54 | 3.      | brąz    | [ 7 ] [ 8 ] |

#### Dziesięciobój (m)
| Zawodnik      | Konkurencja | 100 m | LJ   | SP    | HJ   | 400 m | 110H  | DT    | PV   | JT    | 1500 m  | Razem | Pozycja | Źródło |
| ------------- | ----------- | ----- | ---- | ----- | ---- | ----- | ----- | ----- | ---- | ----- | ------- | ----- | ------- | ------ |
| Lindon Victor | Rezultat    | 10,56 | 7,48 | 15,71 | 2,02 | 47,84 | 14,62 | 53,91 | 4,90 | 68,22 | 4:43,53 | 8711  | brąz    | [ 9 ]  |

### Pływanie
| Zawodnik        | Konkurencja              | Eliminacje | Eliminacje | Półfinał | Półfinał | Finał | Finał   | Pozycja | Źródła |
| Zawodnik        | Konkurencja              | Czas       | Pozycja    | Czas     | Pozycja  | Czas  | Pozycja | Pozycja | Źródła |
| --------------- | ------------------------ | ---------- | ---------- | -------- | -------- | ----- | ------- | ------- | ------ |
| Tilly Collymore | 100 m st. dowolnym (k)   | 58,84      | 2.         | NQ       | NQ       | NQ    | NQ      | 26.     | [ 10 ] |
| Zackary Gresham | 100 m st. klasycznym (m) | 58,92      | 4.         | NQ       | NQ       | NQ    | NQ      | 44.     | [ 11 ] |